# 孫咸
孫咸（?—?），东汉将軍，东汉开国时期人物。
孫咸跟随刘秀起兵，被任命为平狄將軍。公元25年，刘秀称皇帝，建立东汉。当时有讖语：「孫咸征狄。」刘秀想要任命平狄將軍孫咸行大司馬事。以應圖讖。刘秀属下的将领都不高兴。刘秀下诏让大臣推举可为大司马之人，群臣推举吴汉及景丹。于是以吴汉为大司马，景丹为骠骑大将军。